# آگوست فریدریش شنک

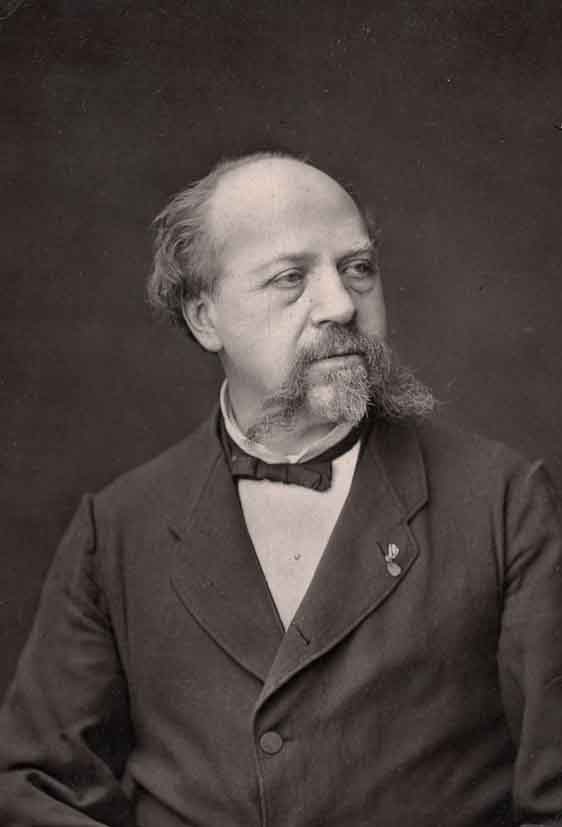

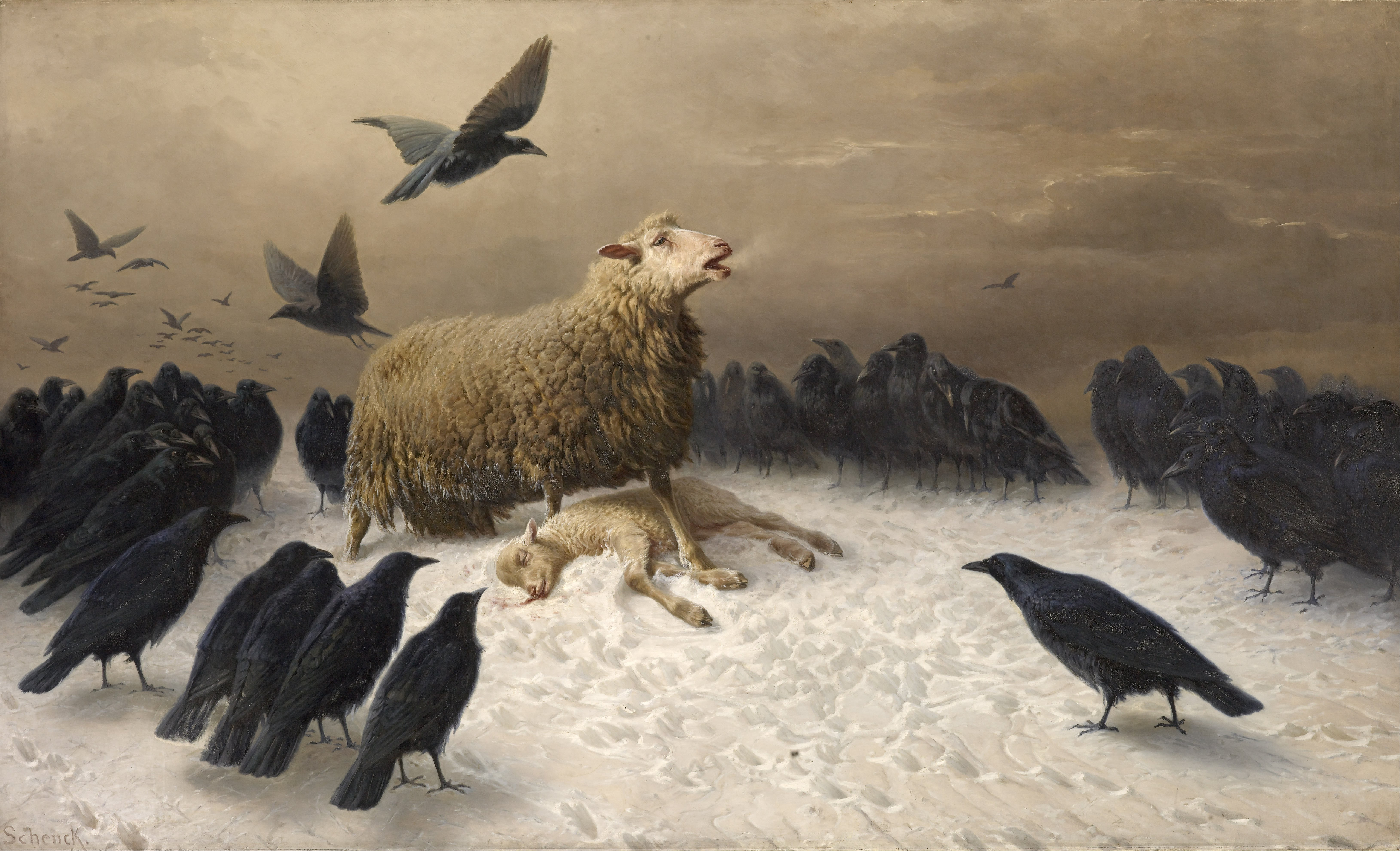
غم ژِرف، ۱۸۷۸، در نگارخانه ملی ویکتوریا نگهداری می‌شود.

آگوست فریدریش آلبرشت شنک (به آلمانی: August Friedrich Albrecht Schenck) (زاده ۲۳ آوریل ۱۸۲۸ –درگذشته ۱ ژانویه۱۹۰۱)، نقاش آلمانی بود. او تابعیت آلمان و فرانسه را داشت.
شنک در گلوک‌اشتات به دنیا آمد. به عنوان دانشجوی لئون کُنیه به فرانسه رفت. او به خاطر نقاشی از مناظر و حیوانات به خوبی شناخته شده‌است. شاید غم ژِرف مشهورترین تابلو نقاشی او باشد  که غم و اندوه گوسفندی را در کنار لاشهٔ بره‌اش نشان می‌دهد، در حالی که کلاغ‌های سیاه دور او حلقه زده‌اند. آثار او برای اولین بار در سال ۱۸۵۵ به نمایش گذاشته شد. در سال ۱۸۵۵ نشان لژیون دونور گرفت. شنک در اکوآن نزدیک پاریس درگذشت.